# Mandhata
Mandhata és una illa de quasi 4 km² amb nombrosos temples al riu Narbada, districte de Khandwa, Madhya Pradesh. Antigament l'illa es deia Baidurya Mani Parvat però el nom fou canviat a Mandhata en honor del raja Mandhatri, dissetè de la raça solar dels rajputs que va fer un gran sacrifici a l'illa. A la vora va sorgir una ciutat que modernament porta el nom d'Omkareshwar de 6.616 habitants al cens del 2001. La part nord de l'illa és plana i baixa però el sud és penya-segat de fins a 1*150 metres. Un riu creua l'illa de part a part (nord a sud).
Dels temples el principal és el d'Omkar (Omkar era una forma de Xiva) amb un lingam del deu. Era ja molt antigament un lloc de culte de Xiva i junt amb Amreswar (Senyor dels Immortals) al sud del Narbada, era un dels 12 grans lingams del deu que hi havia a l'Índia en temps de Mahmud de Gazni. Posteriorment es van fundar nous temples i més tard el lingam es va redescobrir. El raja de Mandhata era guardià hereditari dels temples; era un rajput bhitala suposat ser descendent d'un rajput chauhan de nom Bharat Singh, que va conquerir Mandhata a un bhil de nom Nathu el 1165 (o més probablement es va casar amb la seva filla). El raja que governava el 1881 era el 28è descendent. A un turó hi havia el temple de Sidheswar Mahadeva, avui en ruïnes. Altres temples destacats són el de Gauri Somnath, igualment una antiga capella amb gran lingam (blanc, si bé avui dia negre, segons es diu per haver-se cremat), algunes capelles dedicades a Vixnu i alguns temples jainistes. A la riba sud hi ha diversos temples i monestirs de Godar (Godarpura)
Cada temple de l'illa està dedicat a Xiva o a una personalitat associada excepte algunes capelles al nord dedicades a Vixnu. Al festival d'octubre dedicat a Xiva i assistien a finals del segle passat 15000 persones.
Els temples van patir a causa del zel iconoclasta dels musulmans que s'hi van instal·lar vers 1400.